# State Hockey Centre (Brisbane)
State Hockey Centre je športski objekt u australskom gradu Brisbaneu.
U njemu se održavaju susreti u hokeju na travi.
Od poznatijih međunarodnih natjecanja, u njemu se održao Prvački trofej 1999. godine.